# Here Today
Here Today (englisch für „Heute (hier) anwesend sein“) ist ein Lied des britischen Musikers Paul McCartney, das 1982 auf dem Album Tug of War veröffentlicht wurde. Das Lied ist eine Hommage an John Lennon. Komponiert wurde es von Paul McCartney.

## Hintergrund

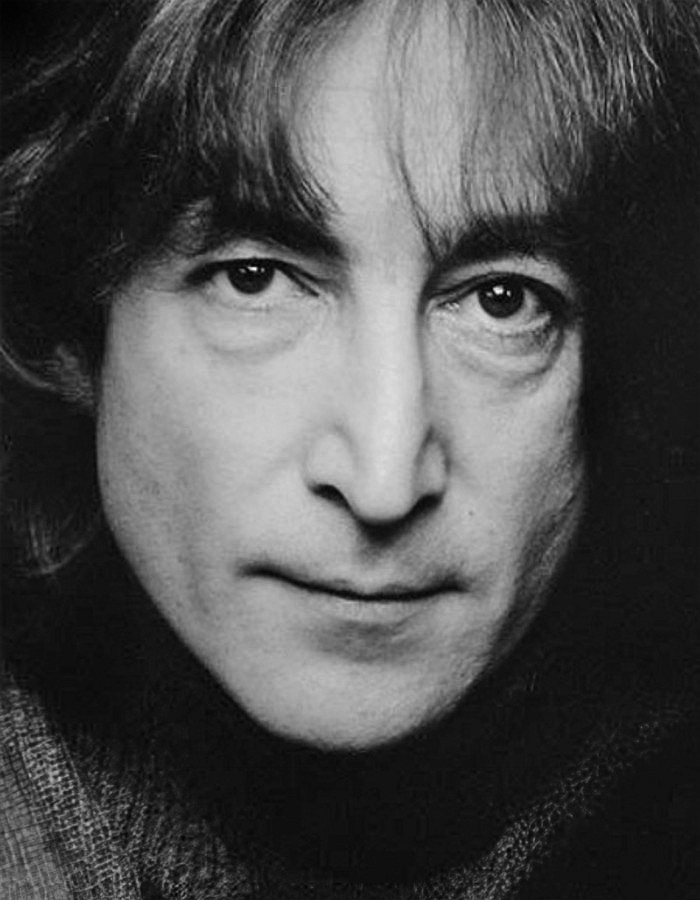
John Lennon, 1980

Here Today wurde weniger als ein Jahr nach Lennons Tod komponiert. Der Song nahm die Form eines imaginären Gesprächs zwischen den beiden ehemaligen Beatles an. Laut McCartney saß er in einem kahlen Raum, dachte an John Lennon und realisierte, dass er ihn verloren hatte. Somit war die Komposition laut seiner Aussage eine Form des Trostes, ein Gespräch mit Lennon in einem Lied zu führen und McCartney hatte das Gefühl wieder bei John Lennon zu sein.
Paul McCartney sagte dazu: „Ich habe irgendwie geweint, als ich es geschrieben habe. Es ist wie ein Dialog mit John. ....In dem Lied hörte John, wie ich das sagte und er sagte: 'Oh, verpiss dich! Du kennst mich überhaupt nicht. Zwischen uns liegen Welten. Früher kanntest du mich, aber ich habe mich verändert." (Textzeile: „Du würdest wahrscheinlich lachen und sagen, dass wir Welten voneinander entfernt sind“) Aber ich habe das Gefühl, dass ich ihn immer noch kannte. In dem Lied versuche ich, mit ihm zu sprechen, aber ich erkenne die Sinnlosigkeit dabei, weil er nicht mehr hier ist, obwohl ich das bis heute nicht ganz glauben kann. Der Teil ‚Ich liebe dich‘ war schwer zu sagen. Ein Teil von mir sagte: ‚Halte durch. Augenblick mal. Willst du das wirklich tun?‘ Schließlich sagte ich: ‚Ja, das muss ich. Es ist wahr‘.“
Eine Strophe („Was war mit der Nacht, in der wir weinten?“) in Here Today bezieht sich auf einen Vorfall während der ersten Amerika-Tournee im Februar 1964 der Beatles, als sie einen freien Tag in Key West, Florida, hatten. An diesem Tag weinten laut Aussage McCartney John Lennon und er in einem angetrunkenen und emotionalen Zustand.
Der Text zu Here Today erschien in McCartneys Gedicht- und Textanthologie Blackbird Singing, wo es den abgeänderten Titel "Here Today (Song for John)" erhielt.
Für das Lied wurde ein Musikvideo unter der Regie von Maurice Phillips produziert. Hauptsächlich werden Studioaufnahmen und Ausschnitte aus Beatlesfilmen und Videos gezeigt. Neben Paul McCartney werden im Video unter anderen George Martin, Geoff Emerick und weitere Studiomitarbeiter gezeigt. Ein weiteres Musikvideo zeigt lediglich Bilder von John Lennon und Paul McCartney.
Here Today wurde nie als Single veröffentlicht. Es wurde zu einem Bestandteil von McCartneys Live-Shows, nachdem es 2002 zu seinem Set für die Back In The US-Tour hinzugefügt wurde. In dem 2021er Buch The Lyrics: 1956 To The Present schreibt McCartney über die aktuellen Konzerte: „Den Song bei Konzerten zu spielen, ist auch immer sehr emotional. Ich spiele ihn allein mit der Gitarre. In der aktuellen Show spiele ich erst ‚Blackbird‘ und dann ‚Here Today‘, ich stehe in einer riesigen Arena vor so vielen Menschen und sehe viele von ihnen weinen. Das ist immer ein sehr sentimentaler, nostalgischer, emotionaler Moment.“ (Übersetzung von Conny Lösche).

## Aufnahme
Die Aufnahmen für Here Today begannen im Sommer 1981 auf dem Dachboden von The Mill in seinem Haus in Sussex; das Gebäude wurde später renoviert und wurde zum Hog Hill Mill Studio. Paul McCartney begleitete sich zur Gitarre. Die Overdub-Aufnahmesession für die Orchestrierung fand am 30. November 1981 in den AIR Studios in London statt, wobei George Martin als Produzent und Arrangeur fungierte. Jon Kelly und Renate Blauel waren die Toningenieure der Aufnahme. Die Abmischung erfolgte am 9. Dezember 1981 in den Odyssey Studios in London.
Besetzung:
- Paul McCartney: Gesang, Akustikgitarre
- Jack Rothstein, Bertrand Partridge, Patrick Halling, Laurie Lewis, Alan John Peters, Galina Solodchin, Michael Rennie: Geige
- Ian Jewel, John Underwood, George Turnlund, Ken Essex: Bratsche
- Keith Harvey, Dennis Vigay, Alexander Kok, Peter Willison: Cello

## Veröffentlichung
- Am 26. April 1982 wurde das Album Tug of War veröffentlicht auf dem sich Here Today befindet.
- Im Oktober 2015 wurde Tug of War, zum zweiten Mal remastert und im März 2015 von Steve Orchard und Paul McCartney in den Hog Hill Mill Studios in Sussex neu abgemischt, vom Musiklabel Hear Music/Concord Music Group als Teil der Paul McCartney Archive Collection veröffentlicht.
- Here Today erschien am 10. Juni 2016 auf dem Kompilationsalbum Pure McCartney.
- Liveversionen von Here Today erschienen auf den Alben Back in the U.S. (2002), Back in the World (2003), Good Evening New York City (2009) und Amoeba Gig (2019).